# Бриллиантовый череп
«За любовь Господа» (англ. For the Love of God) или «Бриллиантовый череп Дэмиена Херста» — череп человека, сделанный из платины и инкрустированный бриллиантами. Автор — известный британский художник Дэмьен Хёрст. Бриллиантовый череп является самым дорогим произведением искусства ныне живущих художников.
По словам Херста, название ему навеяли слова матери, когда она обратилась к нему со словами: “For the love of God, what are you going to do next?” («скажи на милость, что ты дальше будешь делать?», for the love of God — досл. цитата из Первого послания Иоанна: «Ибо это есть любовь к Богу» (1 Ин. 5:3)).
Череп выполнен из платины как копия черепа 35-летнего европейца, жившего между 1720 и 1810 годами. Вся площадь черепа, за исключением оригинальных зубов, усеяна 8 601 бриллиантом общим весом 1106,18 карата. В центре лба находится главный элемент композиции — розовый алмаз грушевидной формы. Работа обошлась Херсту в 14 млн фунтов стерлингов.
Впервые работа была представлена публике в июне 2007 года в лондонской галерее White Cube, через год череп экспонировался в амстердамском Государственном музее. В 2007 году в инвестиционных целях, консорциум, в который входят сам Херст, его менеджер — Фрэнк Данфи, глава галереи White Cube и известный украинский меценат Виктор Пинчук, купили череп за 50 млн фунтов (100 млн долларов США).